# Rhinella margaritifera
Rhinella margaritifera é uma espécie de anfíbio da família Bufonidae. Pode ser encontrada na Bolívia, Brasil, Peru, Equador, Colômbia, Panamá, Venezuela, Guiana, Suriname e Guiana Francesa.